# Museo prefetturale di Okayama
Il Museo prefetturale di Okayama  (岡山県立博物館?, Okayama kenritsu hakubutsukan) è un museo in Okayama, Giappone, costruito per ospitare importanti reperti della prefettura risalenti alla preistoria fino ai tempi moderni.

## Mostre
Il museo ospita un tesoro nazionale, un'armatura yoroi con lacci rossi del 12º secolo. Sebbene esistano documenti sull'allacciatura dell'armatura tinta di rosso, l'armatura del museo è l'unico esempio noto di questo tipo di armatura.
Il museo ospita anche due importanti spade tachi, una rappresenta un bene culturale nazionale e l'altra un importante bene culturale della prefettura di Okayama.